# Oberreichenbach (Bavière)
Pour les articles homonymes, voir Oberreichenbach.
Oberreichenbach est une commune de Bavière (Allemagne), située dans l'arrondissement d'Erlangen-Höchstadt, dans le district de Moyenne-Franconie.

## Histoire
La commune de Oberreichenbach est mentionnée pour la première fois au XIIe siècle sous la dénomination de Richpach.

## Jumelage
Saint-Robert (France)